# Ficha técnica

Ficha técnica nutricional de alimentos de Estados Unidos.

Una ficha técnica es un documento en forma de sumario que contiene la descripción de las  características de un objeto, material, proceso o programa, de manera detallada. Los contenidos varían dependiendo del producto, servicio o entidad descrita, pero en general suele contener datos como el nombre, características físicas, el modo de uso o elaboración, propiedades distintivas y especificaciones técnicas.
La correcta redacción de la ficha técnica es importante para garantizar la satisfacción del consumidor, especialmente en los casos donde la incorrecta utilización del producto puede resultar en daños personales o materiales o responsabilidades civiles o penales.